# Globočnina
Globočnina je magmatska kamnina, ki v celoti nastane v zemeljski notranjosti, ki se zavoljo ohlajevanja izkristalizira, ne da bi staljena masa prodrla na površje.